# Pale Moon
Pale Moon es un navegador web libre, de código abierto basado en Mozilla Firefox. Se encuentra disponible para las plataformas GNU/Linux y Windows 7 (y versiones de Windows más recientes), y es distribuido por el desarrollador neerlandés M.C. Straver. Pale Moon se ofrece gratis, tanto su código fuente abierto como sus binarios ejecutables. Al estar basado en Firefox, la mayoría de los complementos y plugins son compatibles con Pale Moon.

## Características y diferencias principales con Mozilla Firefox
Pale Moon es una compilación fuertemente modificada de Firefox, entre los que se destacan los siguientes cambios:
- Cuenta con una opción para evitar la compleción automática de formularios de credenciales, con el fin de evitar hurto de datos
- En la ventana de navegación privada Pale Moon no envía el origen de visita a los sitios web ("HTTP Referrer")
- Usa "HSTS" (HTTP Strict Transport Security) y "HPKP" (HTTP Public Key Pinning)
- Se pueden guardar etiquetas en los marcadores al exportarlos en formato HTTP
- En GNU/Linux, soporte para códecs FFmpeg versión 3, MP3 y video de extensión ".MOV" bajo FFmpeg en lugar de gstream
- Soporte para extensiones JetPack/SDK a través del módulo "PMkit"
- Soporte para DirectX 11 y Direct2D 1.1 en Windows
- Soporte total para HTTP/2
- Soporte para MSE (Media Source Extensions) asincrónico
- Soporte para TLS 1.3
- Soporte para conexiones TLS en servidores proxy
- Soporte para el formato de tipografía WOFF2
- Soporte para varias funciones de ECMAScript6
- Usa el motor de renderizado Goanna, basado en Gecko
- Se mejoró la compatibilidad de interfaz con Windows 10
- Soporte para imágenes en formato WebP, escalado para imágenes JPEG rotadas mediante metadatos de EXIF y mejorado el soporte para WebGL
- Agregado Ecosia como motor de búsqueda
- Hay disponible una compilación de 64 bits, tanto en GNU/Linux como en Windows
- No incluye visor incorporado de archivos PDF
- No incluye la función "Grupos de pestañas (Panorama)",[4] pero dicha función se puede habilitar opcionalmente a través del complemento Pale Moon Tab Groups Add-on[5]
- No incluye la pestaña "Servicios" ni el enlace "Verifique si sus plugins están actualizados" en el administrador de complementos
- No incluye la tecnología WebRTC para la función "Firefox Hello"[6]
- No incluye DRM en HTML5
- No incluye integración en sistemas operativos Windows con control paterno ni con el centro de accesibilidad
- No incluye notificador de cierres inesperados
- No incluye el servicio de búsqueda de plugins de Mozilla
- Incluye un ícono de fuentes web incorporado en la barra de direcciones que se muestra automáticamente al detectar un canal Atom o RSS en un sitio web
- Sigue ofreciendo una barra de estado y un botón de identidad de sitio más visual[7]
- Sigue usando la misma interfaz de usuario que estuvo presente en las versiones 4 a 28 de Firefox (no la llamada "Australis")
- Se reemplazó el proveedor de geolocalización de Google a IP-API.com[8]
- DuckDuckGo es el motor de búsqueda predeterminado; Google fue quitado[9]
- Usa un identificador único global específico para Pale Moon, así como el de Firefox
- Usa los códecs Opus y VP9 en WebM
- Usa una versión reescrita de Firefox Sync, llamada "Pale Moon Sync", que está basada en FSyncMS
- Se modificó la página de "Nueva pestaña", incorporando el logo del navegador
- Se modificó la página de inicio, la cual es ahora ofrecida por start.me[10]
- Soporte para extensiones y temas exclusivos de Pale Moon (por ejemplo: Adblock Latitude[11])

### Optimización
Pale Moon en Microsoft Windows hace uso del compilador optimizador al usar las funciones de optimización de velocidad, autoparalelismo y autovectorización del compilador de C++ de Microsoft, y Pale Moon, además, apunta a sistemas operativos basados en Windows Vista para aumentar el rendimiento del navegador. Como resultado, el navegador web no funcionará en hardware particularmente obsoleto. Pale Moon en GNU/Linux hace uso del interruptor -03 en el GNU Compiler Collection. Y al igual que en la compilación para Windows, Pale Moon en GNU/Linux no ofrece soporte para procesadores obsoletos y funciones adicionales no necesariamente relacionadas con la navegación web.
Se obtuvo un rendimiento extra quitando o deshabilitando funciones de Firefox raramente usadas, incluyendo funciones de accesibilidad, controles paternos y telemetría, así como quitando el notificador de cierres inesperados.

### Interfaz de usuario
La interfaz de usuario de Pale Moon, a partir de la versión 4.0, difiere de la de Firefox. La barra de estado fue reinsertada por los autores para conservar la información ofrecida por las aplicaciones web y para hacer accesibles los mensajes sobre el estado actual del navegador sin ser intrusiva, y además para conservar otros elementos quitados de la interfaz de usuario de Firefox, como la barra de progreso del indicador de actividad del sitio web, o la barra de progreso de las descargas. Inicialmente esto fue logrado al utilizar una versión editada de una extensión de barra de estado de código fuente abierto, el cual luego pasó a formar parte del código base del navegador desde la versión 12. La barra de pestañas de Pale Moon se encuentra directamente por encima de la visualización web y debajo de las barras de herramientas, en lugar de utilizar las "Pestañas arribas" de Google Chrome con las que Firefox contó en la versión 4. El desarrollador también reordenó los controles de interfaz con el objetivo de reunir los elementos de control en el mismo lugar, para mejorar la experiencia del usuario, desde el punto de vista del uso.

### Incompatibilidad con hardware obsoleto
Por un período, la versión 3.x del navegador (basada en el código fuente de Firefox 3.x) fue mantenida separadamente para proveer soporte para procesadores obsoletos que no soportaban el conjunto de instrucciones SSE2, el cual es requerido para poder ejecutar la versión 4.0 y más recientes de Pale Moon. En agosto de 2012, el desarrollador principal anunció el fin de ciclo para la serie longeva de Pale Moon, citando la falta de funcionalidad, la maduración del código de la siguiente generación y la creciente dificultad para portar parches de seguridad (especialmente en lo relacionado con JavaScript).

### Versionado
Pale Moon solía usar el ciclo de lanzamiento rápido de Firefox hasta la versión 11.0.1. A partir de la versión 12.0 sigue su propia numeración.

## Presencia en distribuciones GNU/Linux
Pale Moon se encuentra presente en varias distribuciones GNU/Linux. Es el navegador web predeterminado de Manjaro Netbook Edition, Puppy Linux Tahrpup 6.0 Community Edition y LxPup. También está disponible en los repositorios de Manjaro y PCLinuxOS.
La distribución ROSA Linux ha creado su propio fork, New Moon, como navegador predeterminado.

## Pale Moon para Android
Pale Moon para Android fue lanzado el 3 de agosto de 2014 como un archivo APK en los propios servidores de Pale Moon, comenzando con la versión 24.7.1. Sin embargo, debido a falta de un equipo permanente de recursos humanos que dedique su atención plenamente a Pale Moon para Android, el proyecto de desarrollo fue cancelado luego de la versión 25.4 lanzándose de allí en más solamente actualizaciones elementales de seguridad. La versión final de Pale Moon para Android fue la 25.9.6, la cual ya fue oficialmente quitada de Google Play Store.

## Otras plataformas
Actualmente se están desarrollando, de manera oficial, compilaciones para otros sistemas operativos, como Mac OS X. Las compilaciones para estos sistemas operativos no han sido ofrecidas al público todavía, debido a sus tempranas fases de desarrollo. Tampoco hay una fecha aproximada sobre cuándo estará disponible Pale Moon para estas plataformas.
También existía el desarrollo de una compilación para ReactOS, pero debido al lento progreso y depuración de dicho sistema operativo, desde comienzos de mayo de 2016 los programadores decidieron abandonar la compilación para ReactOS.
Alternativamente, existen compilaciones no oficiales para otros sistemas operativos, como es el caso de la adaptación de Pale Moon para la consola Pandora.

## Licencia

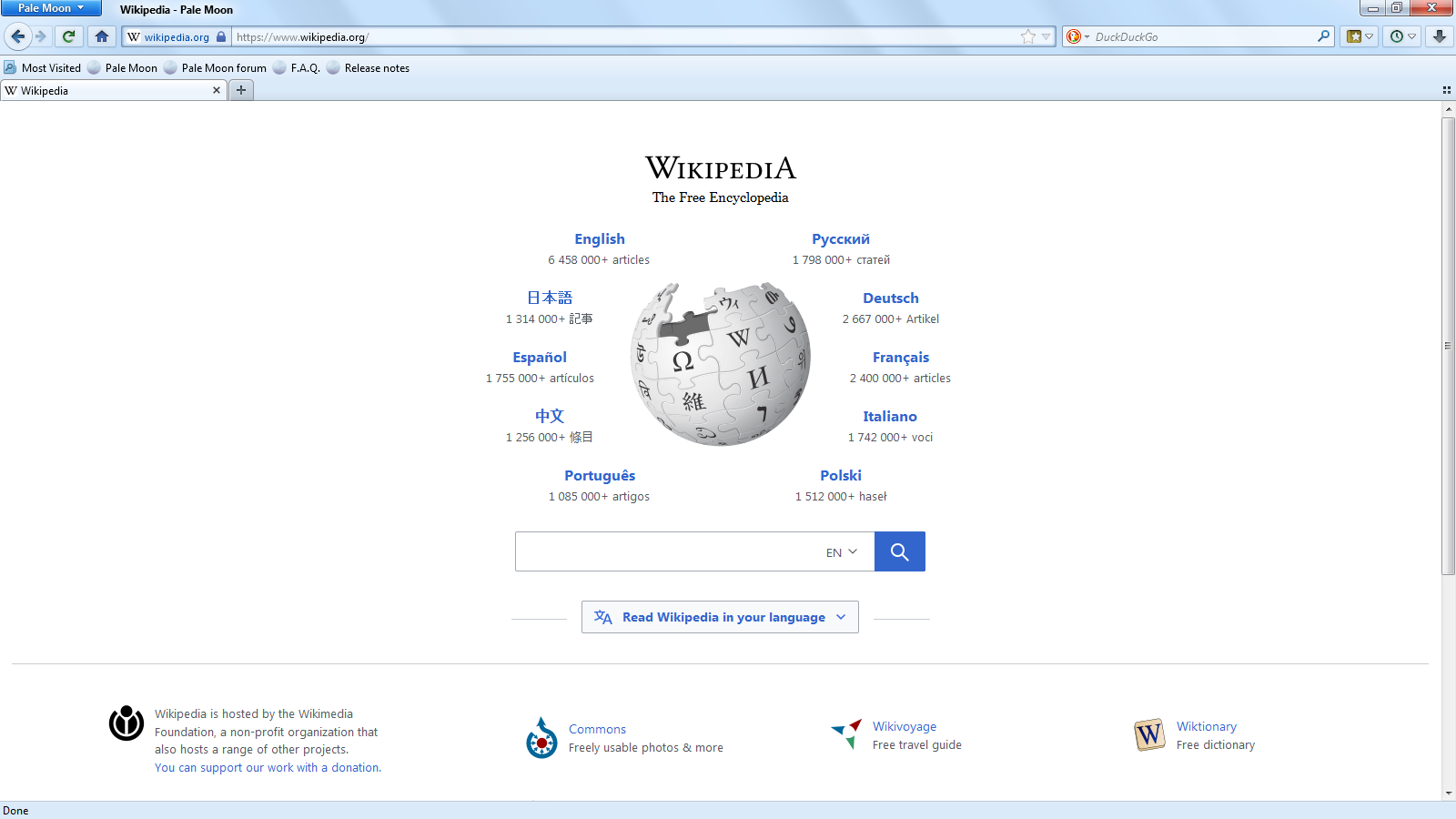
Un pantallazo de Pale Moon 29.4.6 con su configuración por defecto en Windows 7 navegando por Wikipedia

Al igual que Firefox, Pale Moon es liberado bajo la Licencia Pública de Mozilla 2.0 excepto lo relacionado con su marca.
Sin embargo, y a diferencia de Firefox, los binarios de Pale Moon pueden ser distribuidos solo bajo ciertas condiciones. Según el autor, esto es para prevenir la posibilidad de alguna confusión con versiones errantes.
El nombre del proyecto, sus logotipos, y otros diseños artísticos son propiedad intelectual de Markus Straver / Moonchild Productions, y no pueden ser utilizadas en compilaciones de terceros de Firefox o en otros productos relacionados sin la expresa autorización de su autor.